# Firefox OS
Firefox OS（ファイアフォックス オーエス、プロジェクト名：Boot to Gecko、B2G）とは、Mozillaによって開発されたスマートフォンとタブレットなどの携帯情報端末を主なターゲットとして開発されたオープンソースオペレーティングシステムである。Mozillaは2016年7月にFirefox OS を採用した全ての商用デバイスの開発から撤退した。その後、Firefox OSのオープンソース版Boot 2 Gecko(略称:B2G)として提供が続けられている。

## 概要
JavaScriptを使っている端末のハードウェアに直接統合できるHTML5アプリケーションが動作するように設計されている。
Android互換スマートフォンとRaspberry Piで動作デモが行われている。OSはカーネル部分などはAndroidを母体（ベース）にしているものの、Androidのアプリケーションに関しては全く互換性がなく、一切動作しない。

## 歴史

### 2011年
- 2011年7月25日、Mozilla Corporationの研究員であるアンドレアス・ガルがmozilla.dev.platform メーリングリストにて「あらゆる点で --- iPhone、Android、Windows Phone 7のために構築されるアプリケーションに等しい、アプリケーションを構築できるようにするためのウェブ開発者を維持するギャップを見つける」ために「オープンウェブのためのスタンドアローンオペレーティングシステムの完成を目標として努力する」ことを発表した[12]。発表ではまた作業工程としてデバイスを転送するための新しいウェブAPIやテレフォニーやカメラ、特権モデル（英語版）といった安全にウェブページに転送するためのOSケーパビリティ、それらのケーパビリティを証明するアプリケーション、Android互換端末でブートするための低レベルコードが提示された。この発表は多くのブログで取り上げられ[13][14]、Ars Technicaは「B2G (Boot to Gecko) は、標準に基づいたオープンウェブには、有力なモバイルオペレーティングシステムが提供する既存の単一ベンダーのアプリケーション開発スタックの競争力のある代替となる可能性がある、ということを証明したいという欲求によって動機づけられた、とMozillaは述べた」と書いている[15]。

### 2012年
- 2012年7月、Boot to GeckoはMozillaの著名ウェブブラウザであるFirefoxにちなむ形でFirefox OSに改名し[16]、8月にスクリーンショットを公開した[17]。
- 2012年9月、ストラテジー・アナリティクスはFirefox OSは商業的展開の初年となる2013年のグローバルなスマートフォン市場において1%のシェアを取るだろうと分析した[18]。

### 2013年
- 2013年2月25日、スペインのバルセロナで開催したモバイル関連の展示会「Mobile World Congress 2013」で、「Firefox OS」を搭載したスマートフォンの販売パートナーとしてKDDIの名前を挙げた。

### 2014年
- 2014年11月28日、Mozilla Japanは、日本国内における一般ユーザー向け端末がまもなく登場することを記念し「Firefox OS Coming Soonキャンペーン」を発表[19]。マスコットキャラクターであるフォクすけのぬいぐるみが応募者の中から抽選で貸し出され、フォクすけと一緒に行楽地、観光地などで写真を撮影し、TwitterやFacebookにアップロードすることで認知度アップをおこなう。

### 2015年
- 2015年11月10日、MozillaはFirefox OS 2.5 Developer Previewを公開した[20][21]。これはAndroidアプリ(APK)であり、Androidのホーム画面をFirefox OSのGaiaレイヤで置き換えるように動作するものだった。
- 2015年12月8日、開発者イベント「Mozlando」においてFirefox OSの開発と販売の終了が発表されたとTechCrunchが報じた[22]。
- 2015年12月9日、Mozilla上級副社長Ari Jaaksi氏は「スマートフォン向けの開発を停止する」「IoTによる新たな体験を提供する」と正式に声明を出し[23][24]、Firefox OSの開発で得た技術を使いコネクテッドデバイスにおける新しいユースケースのプロトタイプを作るとの記事を公式ブログに投稿した[25]。

### 2016年
- 2016年2月4日、Mozillaは、バージョン2.6のリリースをもってFirefox OSのスマートフォン向けのサポートを終了すると発表した。[26][27]。
- 2016年9月27日、Mozillaは、同年7月にFirefox OSを採用した全ての商用デバイスの開発から撤退したことを明らかにした。

## 端末
2013年1月、コンシューマー・エレクトロニクス・ショーにて中興通訊 (ZTE)、およびLGエレクトロニクス、ソニーモバイルコミュニケーションズなどが搭載スマートフォンを発売すると発表し、さらに日本ではauブランドを展開するKDDI（連結子会社の沖縄セルラー電話を含む）も2014年末までに搭載スマートフォンを投入することを検討していることが明らかとなり、2014年12月23日に国内通信事業者向けの音声端末（スマートフォン）としては唯一となる「Fx0 LGL25」（LGエレクトロニクス製）が発表された。
2013年4月、Mozilla CEOのGary Kovacsはシリコンバレーの人間はハイエンド端末に注目しがちだが、世界の大半はハイエンド端末ではないため、Firefox OSは先進国以外も注力したい旨の発言をしている。
2013年6月、初の搭載スマートフォンをブラジル、ポーランド、ポルトガル、スペイン、ベネズエラで発売し、2013年中にさらに11カ国で発売した。2014年にはヨーロッパやアジアなどに投入、アメリカや日本でも順次発売した。。
2014年1月7日、パナソニックとMozillaはスマートテレビ向けFirefox OS開発・推進で包括的なパートナーシップを締結したと発表した。。
2014年2月23日、中国のファブレスメーカー「Spreadtrum」との提携によるFirefox OS向けチップセット「SC6821」を開発し、価格を25ドル（約2,500円）におさえた端末を発表した。

## 一般向けの販売開始
2013年7月2日、テレフォニカ傘下のモビスターがスペインでZTE製「ZTE Open」の販売を開始した。
2013年7月12日、ドイツテレコムの子会社であるT-モバイルがポーランドでTCL製「ALCATEL ONE TOUCH Fire」の販売を開始した。
2013年8月1日（現地時間）、モビスターがコロンビアとベネズエラでALCATEL ONE TOUCH FireとZTE Openの販売を開始した。
2014年12月25日、日本の大手通信キャリアであるau（KDDI・沖縄セルラー電話連合）がLGエレクトロニクス製「Fx0 LGL25」をauオンラインショップ、並びにKDDI直営店にて先行販売。また、auショップ及びPiPitを含むトヨタディーラー各店、その他量販店に関しては2015年1月6日より順次販売を開始した。
2015年5月、パナソニックはFirefox OSを採用したスマートテレビVIERAシリーズ6機種をヨーロッパで5月14日に発売、続いて日本でも5月22日にVIERAシリーズ3機種を発売した。。

## デモンストレーション
モバイルワールドコングレス2012にてMozillaとテレフォニカはスペインの通信接続企業が2012年にHTML5や対応APIをベースに「オープンウェブデバイス」を提供することを目指すと発表した。
Mozillaはまたアドビシステムズとクアルコムがプロジェクトを支援することとドイツテレコムのイノベーションラボもプロジェクトに加わることを発表した。
またSamsung Galaxy S II（通常のAndroidを完全に入れ替え）上でソフトウェアやアプリケーションの「sneak preview」を動作させるデモンストレーションを行った。
同年8月、ノキアの社員がRaspberry PiでOSを動作させるデモンストレーションを行った。
Firefox OSはFirefox OS開発機 (Unagi, Otoro)、PandaBoard、エミュレータ (ARM, x86)、パソコン（デスクトップ版）、Nexus S、Nexus S 4G、Samsung Galaxy S II、Galaxy Nexusで動作できる状態となっている。
2013年4月23日に開発機のKeonとPeakが発売開始。
Keon
- CPU: Snapdragon S1 1.0 GHz 1コア
- 通信: HSPA (3.5G), Wi-Fi (802.11 n), Bluetooth 2.1 EDR
- ディスプレイ: 3.5インチ (320x480)
- DRAM: 512MB
- ストレージ: 4GB + microSD
- カメラ: 300万画素
- 価格: $119

Peak
- CPU: Snapdragon S4 1.2 GHz 2コア
- 通信: HSPA (3.5G), Wi-Fi (802.11 n), Bluetooth 2.1 EDR
- ディスプレイ: 4.3インチ (540x960)
- DRAM: 512MB
- ストレージ: 4GB + microSD
- カメラ: 800万画素 + 200万画素
- 価格: $194

## 他のモバイルOSとの比較
アンドレアス・ガルはインタビューで現在のモバイルOSは壁で囲まれた庭園のようなものとし、Firefox OSはよりアクセスしやすいOSとして完全なオープン標準を使用しており、プロプライエタリなソフトウェアや技術は一切含んでおらず、ソフトウェアスタックは完全にHTML5であり、既に多くの開発者がいることをポイントにしていると述べた。
ExtremeTechの記事には、全くオープンなこのOSは「理想主義的思考実験」としては魅惑的であるが、競争が激しい現代の市場でFirefox OSが成功するチャンスはないと書かれた。

## オープンウェブ技術スタック

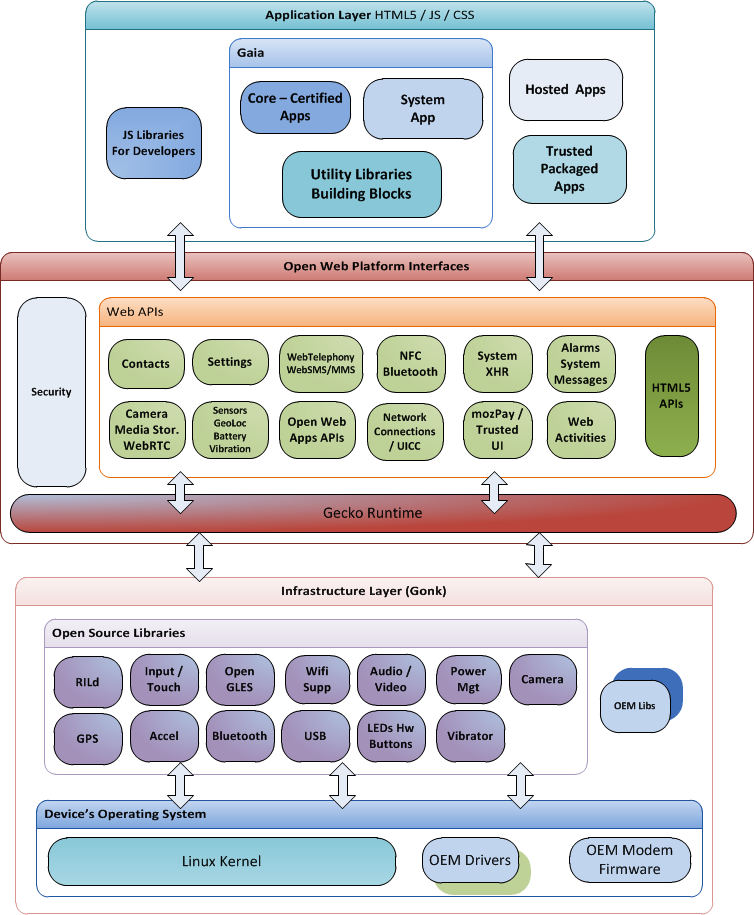
FirefoxのOSのアーキテクチャ図

初期の開発ではGonk、Gecko、Gaiaユーザーインターフェイスを含むHTML5レイヤーといった3つの主要なソフトウェアレイヤーを必要としている。

### Gaia
b2gのインターフェース。b2gのスタートアップ後に常に現れるのがGaiaの幾つかのパートである。Gaiaのツールはロックスクリーン、ホームスクリーン、テレフォンダイヤラー、テキストメッセージアプリケーションなど多数。HTML5やCSS、JavaScriptで書かれている。OSの根本的部分へのインターフェースのみGeckoによって実装されたオープンウェブAPIを介する。Gaiaはb2gのトップでよく動作するが、標準的なウェブAPIしか使用しないので、（劣る機能があるとはいえ）他のOSやウェブブラウザでも動作する。サードパーティアプリケーションはGaiaと一緒にインストールできる。

### Gecko
b2gの「アプリケーションランタイム」。ハイレベルでGeckoはHTML、CSS、JavaScriptのオープンスタンダードを実行し、Gecko対応OS上でそれらのインターフェースを軽快に動作させる。これはGeckoがネットワーキングスタック、グラフィックススタック、レイアウトエンジン、JavaScript対応仮想マシン、ポーティングレイヤーなどで構成されることを意味する。

### Gonk
b2gの下層レベルの「オペレーティングシステム」。GonkはLinuxカーネル、ユーザースペースHardware Abstract Layer (HAL) で構成される。カーネルと幾つかのユーザースペースライブラリーは一般のオープンソースプロジェクトであるLinux、libusb、BlueZなどから成り立っている。HALの他の部分はAndroidプロジェクトのGPSやカメラ等と共有している。Gonkは基本的に極めてシンプルなLinuxディストリビューションであり、そのためGeckoのポーティングターゲットになっており、GeckoのGonkへのポートはGeckoのOS XへのポートやGeckoのAndroidへのポートと等しい。b2gプロジェクトがGonkをフルコントロールして以降、他のOSでは公開することができないインターフェイスをGonkはGeckoへ公開できる。例として、GeckoはGonkにおけるフルテレフォニースタックとディスプレイフレームバッファに直接アクセスできるが、他のOSでは同様のアクセスはできない。

## 派生版
- KaiOS